# 키토 모히로
키토 모히로(일본어: 鬼頭 莫宏, 1966년 8월 8일 ~ )는 일본의 만화가, 일러스트레이터이다.

## 경력
나고야 공업대학 재학 중이던 1987년, 주간 소년 선데이에서 데뷔하였다. 대학 졸업 이후엔 약 3년 간 회사원으로 일했으나 전문 만화가가 되기로 결심하고 퇴직한 후, 상경하여 한동안 타 만화가의 어시스턴트로 일하다가 1995년 월간 애프터눈에서 재데뷔하였다. 대표작은 <나루타루>와 <보쿠라노> 등이며, <나루타루>는 2003년에, <보쿠라노>는 2007년에 애니메이션화되어 TV에서 방영되었다. 두 작품 모두 SF 세계관을 바탕으로 하여 소년소녀들을 주인공으로 무거운 주제를 풀어나가는 형식의 만화인 것이 특징이다.

## 작품

### 만화
- 방데미에르의 날개(ヴァンデミエールの翼, 1996-1997, 월간 애프터눈, 2권 완결)
- 나루타루(なるたる, 1998-2003, 월간 애프터눈, 12권 완결)
- 신나 1905 -토미코로츠 전기-(辰奈1905 -トミコローツ戦記-, 1991, 비브로스사, 1권 완결)
- 껍질도시의 꿈(殻都市の夢, 2003-2005, 망가 에로틱스F, 1권 완결)
- 보쿠라노(ぼくらの, 2004-2009, 월간 IKKI, 11권 완결)
- 끝과 시작의 마일스(終わりと始まりのマイルス, 2006-, 망가 에로틱스F, 1권 발간 후 휴간)
- 나니카모치갓테마스카(なにかもちがってますか, 2009-2015, good! 애프터눈, 5권 완결)
- 노리린(のりりん, 2009-2015, 이브닝, 11권 완결)